# Max Rostal
Max Rostal (Cieszyn, 7 de agosto de 1906 – Berna, 6 de agosto de 1991) fue un violinista, violista y pedagogo polaco nacido en la localidad de Cieszyn y nacionalizado británico posteriormente.
Estudió con Carl Flesch. Durante el periodo comprendido entre 1930 y 1933 e impartió clases de violín en la Hochschule de Berlín; desde 1944 hasta 1958 en la Guildhall School of Music y posteriormente en el conservatorio de Berna (Suiza), ciudad en la que falleció.
Rostal tocó una amplia variedad de música, pero destacó particularmente en la interpretación de obras contemporáneas, como el Concierto para violín n.º 2 de Béla Bartók.
- Datos: Q215652